# River Plym
River Plym är ett vattendrag i Storbritannien.   Det ligger i grevskapet Devon och riksdelen England, i den södra delen av landet, 300 km väster om huvudstaden London. Floden mynnar i Plymouth Sound och är endast ca 30 km lång. Det totala avrinningsområdet är drygt 50 km². Största biflödet är Meavy (från höger).